# Attaque de camp Shaheen
Guerre d'Afghanistan
L'attaque de camp Shaheen a lieu le 21 avril 2017 pendant la guerre d'Afghanistan. Elle est menée par un commando de taliban contre une base de l'armée nationale afghane près de Mazâr-e Charîf.

## Déroulement
L'attaque est menée contre la base de Mazâr-e Charîf, siège du 209e Corps d'armée, par un commando de dix taliban vêtus d'uniformes de l'armée,. Ces derniers arrivent à bord de camions et de Humvee, ils parviennent à franchir les sept barrages à l'entrée de la base et à s'infiltrer en faisant croire aux gardes qu'ils transportent des blessés à l'arrière de leurs véhicules,,. 
L'assaut commence en début d'après-midi, à l'heure de la prière. Deux des assaillants se font exploser à l'intérieur de la mosquée, les autres ouvrent le feu. Les soldats, pour la plupart désarmés, en prière à la mosquée ou en train de déjeuner au réfectoire, sont totalement surpris,.
L'attaque dure cinq heures et s'achève lorsque tous les assaillants sont neutralisés,.
Une trentaine de conseillers militaires — probablement américains et allemands — étaient également présents dans le camp au moment de l'assaut.

## Revendication
L'attaque est revendiquée le jour même par les taliban dans un communiqué de leur porte-parole, Zabihullah Mujahid. Il précise que quatre des assaillants étaient des sympathisants du mouvement infiltrés au sein de l'armée.

## Bilan humain
Les bilans donnés peu après l'attaque sont imprécis. Le 22 avril, le ministère de la défense fait d'abord état de plus de 100 tués et blessés, mais des sources militaires de médias afghans donnent entre 135  et   160 morts,. Un communiqué officiel de l'armée annonce finalement un bilan d'au moins 140 morts. Le 25 avril, un responsable américain du Pentagone déclare anonymement à l'AFP que 144 soldats afghans ont été tués et environ 60 blessés. Les taliban revendiquent quant à eux la mort de 500 soldats. La plupart des victimes étaient de jeunes recrues originaires des provinces de Badakhchan et de Takhâr venues à camp Shaheen pour recevoir un entraînement militaire,. 
Selon le ministère de la Défense, un des assaillants a été capturé, deux se sont fait exploser, les autres ont été tués par balles,.
Après ce carnage, le gouvernement décrète une journée de deuil national,.

## Conséquences
Trois jours après l'attaque, le lieutenant-général Abdullah Habibi (en), ministre afghan de la Défense (en), et le général Qadam Shah Shahim (en), chef d'état-major de l'armée nationale afghane, démissionnent conjointement.